# 張家生
張家生（1951年10月18日—），中華民國空軍少將，生於金門縣，曾任國防部通信電子資訊局處長、臺北市政府資訊局局長、悠遊卡公司董事長。現任國泰金控資訊長。

## 生平
張家生1951年10月18日於金門出生，823砲戰時隨家人移居台北市。1967年，以第一名考取空軍幼年學校，直升中華民國空軍軍官學校第55期，以第一名畢業。在軍旅期間，曾就讀政治大學企管研究所，與林毅夫是同學。1979年，林毅夫在叛逃前最後一晚，於台北市公館巧遇張家生，其晚住宿於張家生住處；隔日林毅夫搭機返金門，之後發生叛逃事件。
張家生於政大取得碩士學位後，赴美國留學，獲凱斯西儲大學管理研究所碩、博士。回國後，歷任空軍總司令部武獲室組長、空軍總司令部資訊中心主任及國防部國防管理中心主任、系統資訊處處長、模式模擬中心主任。1996年，張家生升任少將。
申請退伍後，張家生擔任國泰人壽資訊長。2007年，臺北市市長郝龍斌任內，張家生進入台北市政府，擔任臺北市政府資訊處首任處長。2012年9月18日，臺北市政府資訊處升格為臺北市政府資訊局，張家生隨之升任資訊局局長。2012年11月30日，張家生出任悠遊卡公司董事長。郝龍斌2016年卸任市長後，張家生回任國泰金控資訊長。2021年10月18日滿70歲屆齡退休。